# Parafia Wniebowzięcia Najświętszej Maryi Panny w Krzczonowie

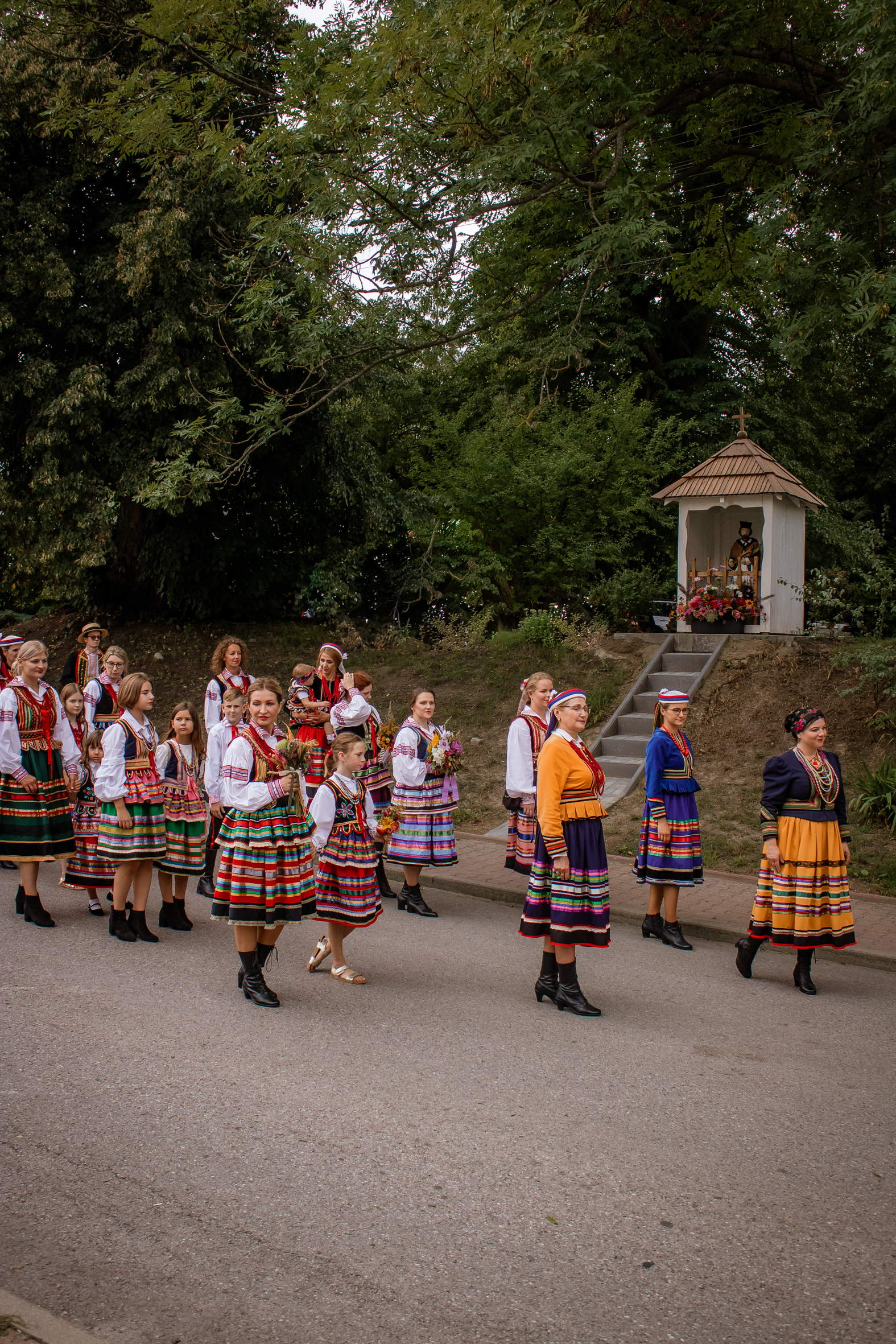
Tradycyjne stroje krzczonowskie

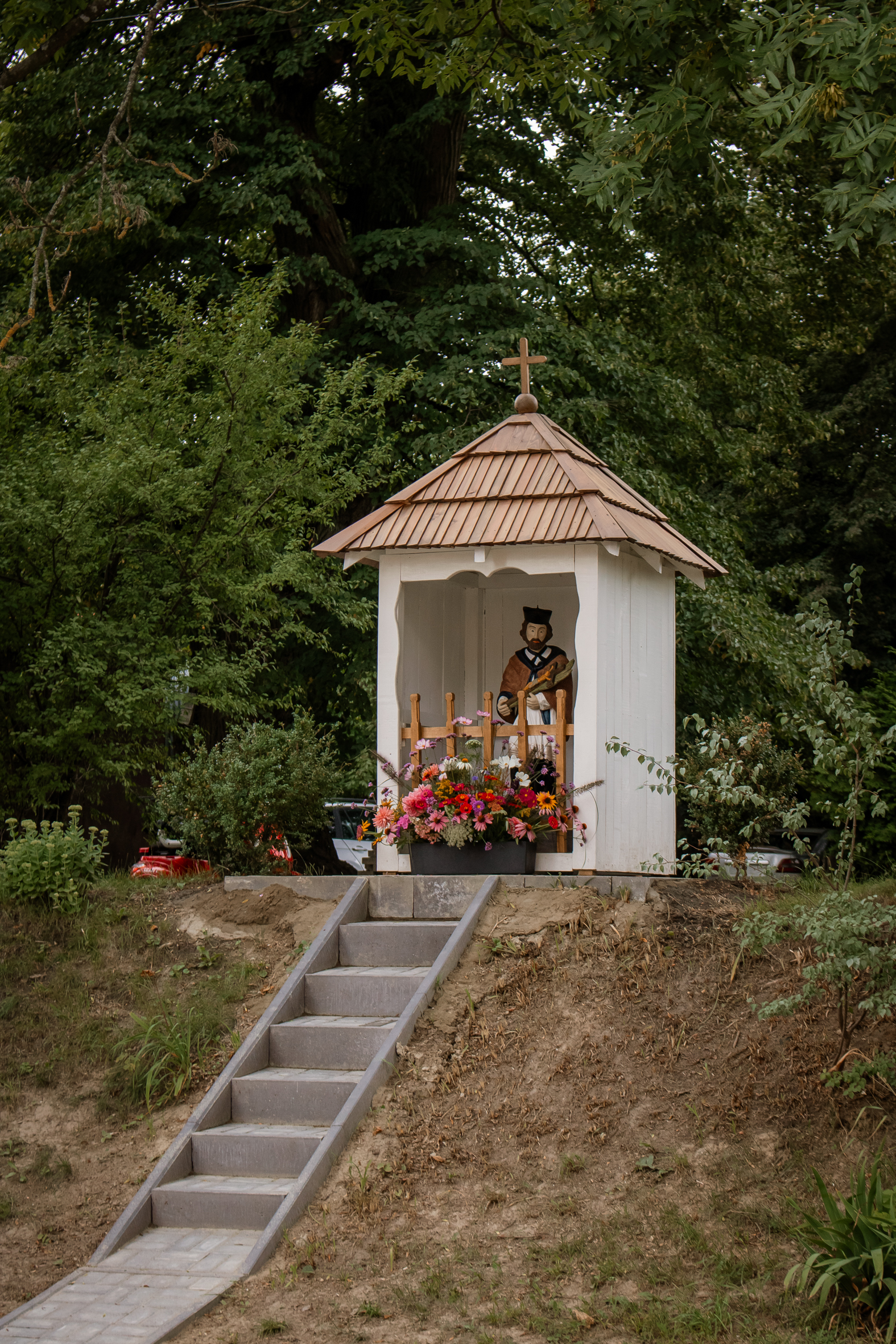
Kapliczka Świętego Jana Nepomucena

Parafia pw. Wniebowzięcia Najświętszej Maryi Panny w Krzczonowie – rzymskokatolicka parafia znajdująca się w archidiecezji lubelskiej w dekanat bychawskim.

## Zasięg parafii
Do parafii należą wierni z następujących miejscowości: Boży Dar, Gierniak, Krzczonów-Folwark, Krzczonów Pierwszy, Krzczonów Drugi, Krzczonów Trzeci,  Skałka, Krzczonów-Sołtysy, Krzczonów-Wójtostwo, Nowiny Żukowskie, Olszanka, Walentynów, Zielona. Parafia liczy ok. 2578 wiernych.

## Historia
Parafia została utworzona w latach 1274–1429, pierwsza wzmianka z 1429 r. 
W 1549 przy okazji zwolnienia się stanowiska plebana w parafii Krzczonów, król Zygmunt August zezwolił na połączenie uposażenia parafialnego z dochodami kaplicy pw. Trójcy Świętej (prepozyturą mansjonarską) na Zamku Lubelskim.
W celu lepszego obsłużenia duszpasterstwa przy parafii oprócz proboszcza pracował wikariusz, a gdy zachodziła potrzeba nawet dwóch. Istniała też szkoła prowadzona przez rektora oraz utrzymywano szpital dla ubogich. Przy beneficjum w XVIII i XIX w. działała karczma o nazwie "Łapiguz".
Parafia Krzczonów należała bez przerwy do 1919 roku do dekanatu lubelskiego (kolegiaty św. Michała). Po zmianach reorganizacyjnych w diecezji lubelskiej parafia Krzczonów została przeniesiona w 1919 roku do dekanatu biskupickiego, w 1928 r. do dekanatu bychawskiego, po czym go zlikwidowano włączając parafię Krzczonów w 1931 roku do dekanatu piaseckiego. Po przywróceniu dekanatu bychawskiego w 1948 r. parafia do chwili obecnej wchodzi w skład dekanatu bychawskiego.
Oprócz starego cmentarza znajdującego się na placu wokół dzisiejszego kościoła, istnieje cmentarz grzebalny (czynny) założony w XIX wieku znajdujący się 200 m na zachód od kościoła. Na cmentarzu grzebalnym znajdują się mogiły żołnierzy poległych w czasie II wojny światowej oraz mogiła żołnierzy radzieckich. 
Na wzgórzu północnym Krzczonowa istnieją kurhany słowiańskie składające się z trzech kopców w kształcie koła, prostokąta i krzyża, badania archeologiczne z 1962 roku odnalazły w nich ułamki ceramiki z VIII-X wieku. Na terenie parafii znajduje się mogiła wojsk szwedzkich w Lesie Królewskim, a także dwa niewielkie cmentarze żołnierzy poległych w czasie I wojny światowej (na polach w kierunku Olszanki oraz drugi w kierunku na Krzczonowa III) oraz pomnik 16 partyzantów poległych w czasie odwrotu wojsk niemieckich z ZSRR w lesie żukowskim zwanym Zastawie. 
Archiwum parafialne zawiera m.in. księgi metrykalne i protokoły wizytacji od 1671. Kronika pisana jest od 1960 roku.
Z parafii Krzczonów powstały parafie: pw. MB Częstochowskiej w Chmielu (1929 r.), pw. Św. Stanisława BM w Sobieskiej Woli (1958 r.), pw. Chrystusa Dobrego Pasterza w Piotrkowie (1981) i pw. MB Królowej Polski w Żukowie (1995). Do parafii zostały także odłączone wsie: Majdan Policki (przyłączony w 1946 r. do par. Narodzenia NMP w Wygnanowicach) oraz Kosarzew Górny (przyłączony w 1984 r. do par. NMP Matki Kościoła w Kosarzewie).
Od niedawna parafia prowadzi transmisje Mszy Świętych do internetu. Więcej informacji na ten temat można znaleźć na stronie parafialnej.
Na przełomie XVIII i XIX w. przy parafii w Krzczonowie narodził się strój krzczonowski, który został przyjęty jako strój reprezentacyjny Lubelszczyzny. W trakcie świąt kościelnych parafianie krzczonowscy kultywują tradycję ubierania stroju krzczonowskiego.

## Kościół
Pierwszy kościół drewniany pod koniec XVI w. był już bardzo zniszczony, a w 1633 r. spalony. Obecny, murowany, pw. Wniebowzięcia NMP wybudowano w latach 1633–1653. Na skutek wypadków kilkakrotnie ulegał zniszczeniu, a przy kolejnych odbudowach był częściowo przekształcany. W 1680 odnawiany i po pożarach w 1776 całkowicie odrestaurowany. W 1780 konsekrował go bp Jan Kanty Lenczowski. W 1835 r. nastąpił remont i podwyższenie kościoła. Poważnie uszkodzony w czasie I wojny światowej. W latach 1925–1926 gruntownie odnowiony i pomalowany w stylu secesji.
Kościół murowany z kamienia, otynkowany, jednonawowy, ołtarz główny drewniany o charakterze barokowym, po lewej – obraz Matki Bożej, ofiarowany prawdopodobnie przez Jana III Sobieskiego i drugi z obrazem św. Barbary. Po prawej – ołtarz z obrazem Przemienienia Pańskiego, Matki Bożej z Dzieciątkiem i św. Antoniego Padewskiego (zabytkowy, barokowy). Ambona oraz chrzcielnica także barokowe. Na chórze 6-głosowe organy. Nad nawą wieżyczka, na której umieszczona jest sygnaturka z 1928 roku. W prezbiterium 3 witraże figuratywne Najświętszego Serca Jezusa, Niepokalanego Serca Maryi i św. Teresy oraz 6 witraży w nawie głównej i 1 nad kruchtą z motywem roślinnym w bordiurze z lat 20.XX w. wykonanych przez Zakłady Przemysłu Szklarskiego S.A. – „Industria” z Krakowa.
Obok kościoła znajduje się neogotycka dzwonnica oraz brama z lat 90. XIX wieku. Naprzeciwko dzwonnicy znajduje się kapliczka ludowa z rzeźbą św. Jana Nepomucena. Zabytkowe kapliczki są także w Gierniaku, Krzczonowie II i Borzęcinie.